# 阿努普尔
阿努普尔（Anuppur），是印度中央邦阿努普尔县的一个城镇，也是该县的首府。总人口16397（2001年）。

## 人口
该地2001年总人口16397人，其中男性8512人，女性7885人；0—6岁人口2396人，其中男1214人，女1182人；识字率65.07%，其中男性为73.63%，女性为55.84%。